# Epitaph für Alexander und Hans Christoph Kastner

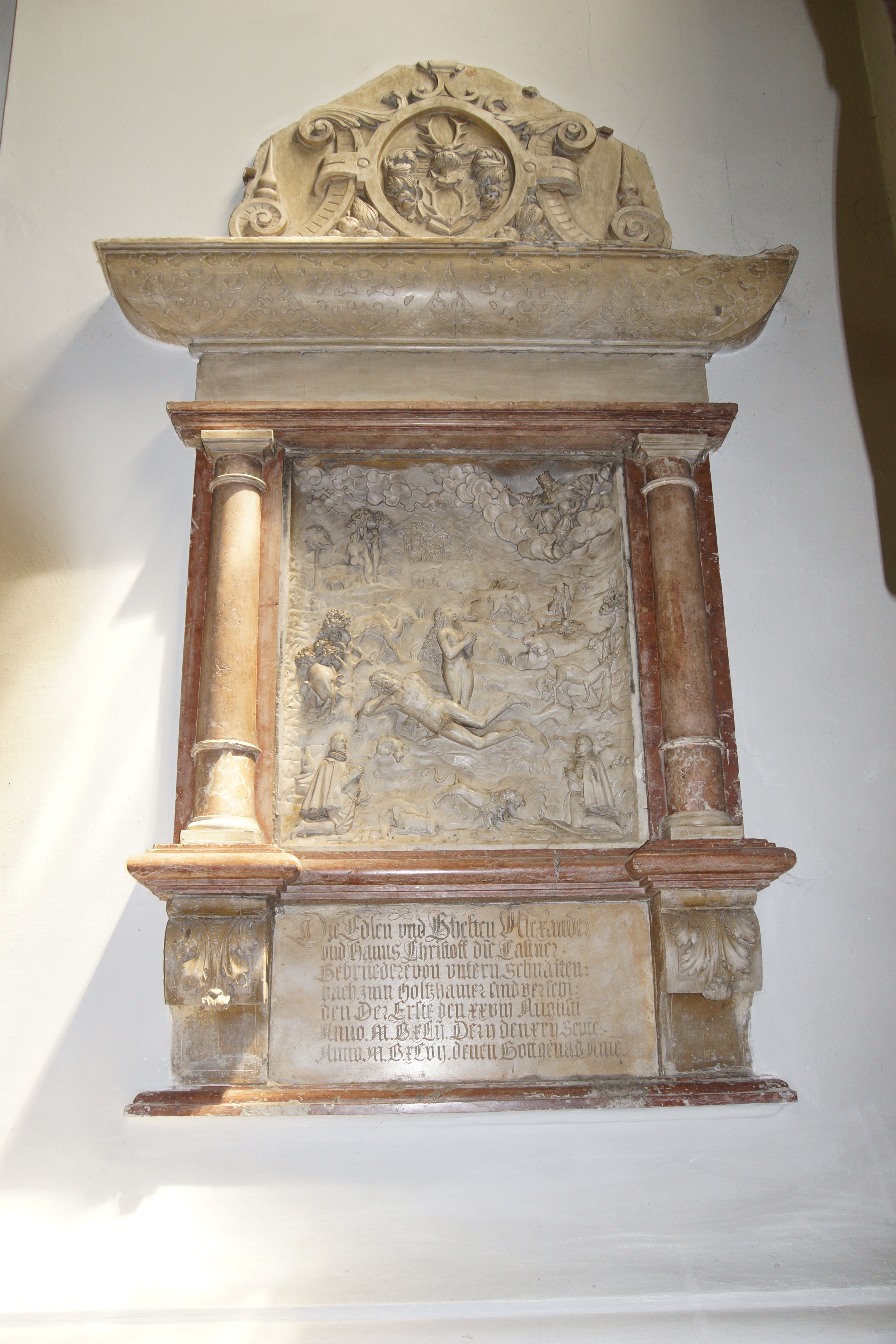
Epitaph für Alexander und Hans Christoph Kastner in Schnaittenbach

Das Epitaph für Alexander und Hans Christoph Kastner in der katholischen Pfarrkirche St. Vitus in Schnaittenbach, einer Stadt im Oberpfälzer Landkreis Amberg-Sulzbach in Bayern, wurde im 16. Jahrhundert geschaffen. Das Epitaph, ursprünglich an der nördlichen Chorwand und heute an der Südostseite rechts vor den Emporen, ist als Teil der Kirchenausstattung ein geschütztes Baudenkmal.
Das 2,40 Meter hohe und 1,10 Meter breite Kalksteinepitaph für Alexander († 1542) und Hans Christoph Kastner († 1547), aus dem Adelsgeschlecht der Kastner von Amberg, stellt zwischen zwei Rotmarmorsäulen im Relief die Erschaffung Evas, den Sündenfall sowie die Erlösung durch den Auferstandenen dar. Unten knien die beiden Verstorbenen. 
Über dem reich verzierten Gesims ist in einem Aufsatz das Wappen der Kastner zu sehen. 

Die Inschrift im Sockel lautet: 

„Die Edlen vnd Vhesten Alexander vnd Hanns Christoff die Castner Gebrüdere von vntern Schnaittenbach zum Holtzhamer sind verschieden der Erste den xxviii Augusti Anno M V xLij. Der ij den xxij Septe : Anno M V xLvij denen Gott genad. Amen.“